# Muhammad VII al-Munsif
Muhammad VII al-Munsif, in arabo: محمد المنصف باي (La Manouba, 4 marzo 1881 – Pau, 1º settembre 1948), è stato Bey di Tunisi dal 1902 fino alla sua morte.
Detto Moncef Bey, fu bey di Tunisi dal 19 giugno 1942 al 15 maggio 1943. Fu il penultimo sovrano della Tunisia.
Tentò di liberare la Tunisia dal controllo francese, ma fu accusato di essere un fiancheggiatore del regime di Vichy e deposto dalle Forze Armate della Francia libera alla liberazione di Tunisi nel maggio del 1943.
Fu esiliato prima nel sud dell'Algeria, poi in Francia, a Pau, dove morì nel 1948.